# Hausen (Eitorf)
Hausen (ⓘ) ist ein Ortsteil der Gemeinde Eitorf im Rhein-Sieg-Kreis.

## Lage
Hausen liegt auf dem Lindscheid. Nachbarorte sind Irlenborn im Norden und Büsch im Osten.

## Einwohner
1885 hatte Hausen 8 Wohngebäude mit 41 Einwohnern.
1910 waren die Haushalte Stellmacher Philipp Hönscheid, Fabrikarbeiter Matthias Klein, Ackerer Albert Koch, Schuster Philipp Koch, Fabrikarbeiter Heinrich Löbach, Handlanger Wilhelm Löbach, Vermessungstechniker Barthel Meis, Ackerin Witwe Franz Schonauer, Ackerer Josef Schonauer, Witwe Heinrich Schwarz und Ackerer Anton Wasserhas für Hausen verzeichnet.
1925 waren hier elf Haushalte verzeichnet.